# Naturschutzgebiet Wallenstein

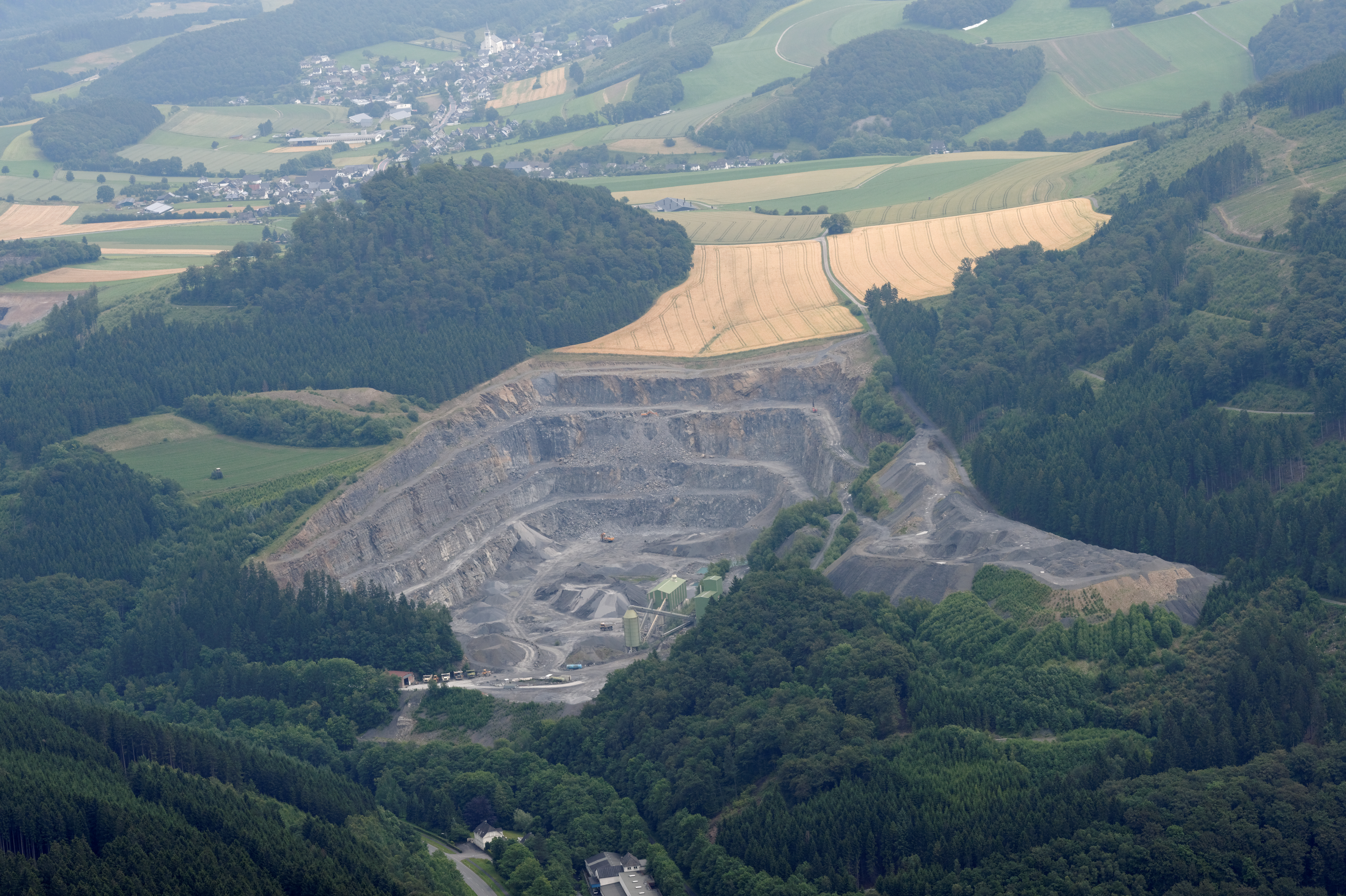
NSG Wallenstein (links hinter Steinbruch) mit Umgebung

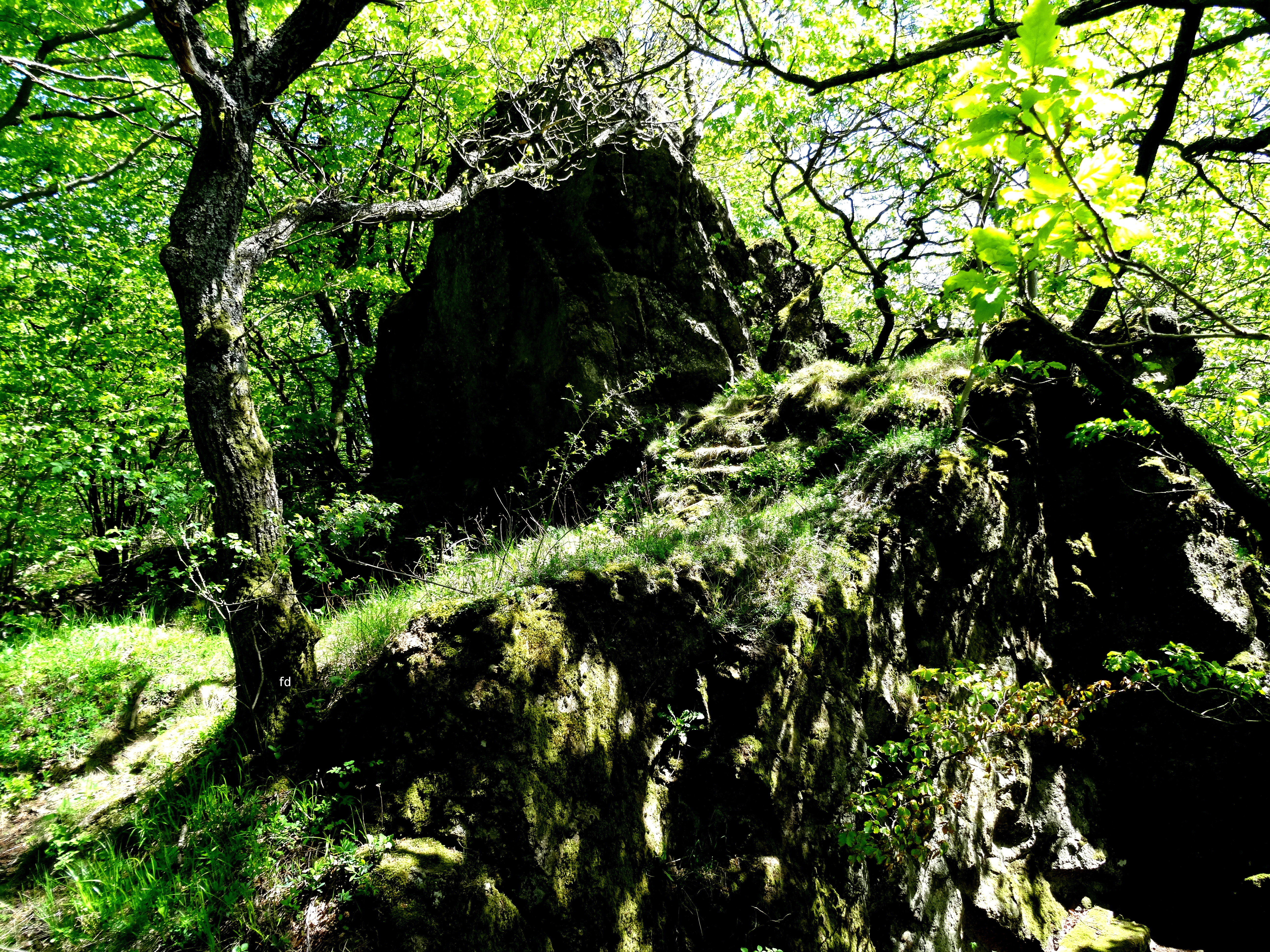
Wallenstein

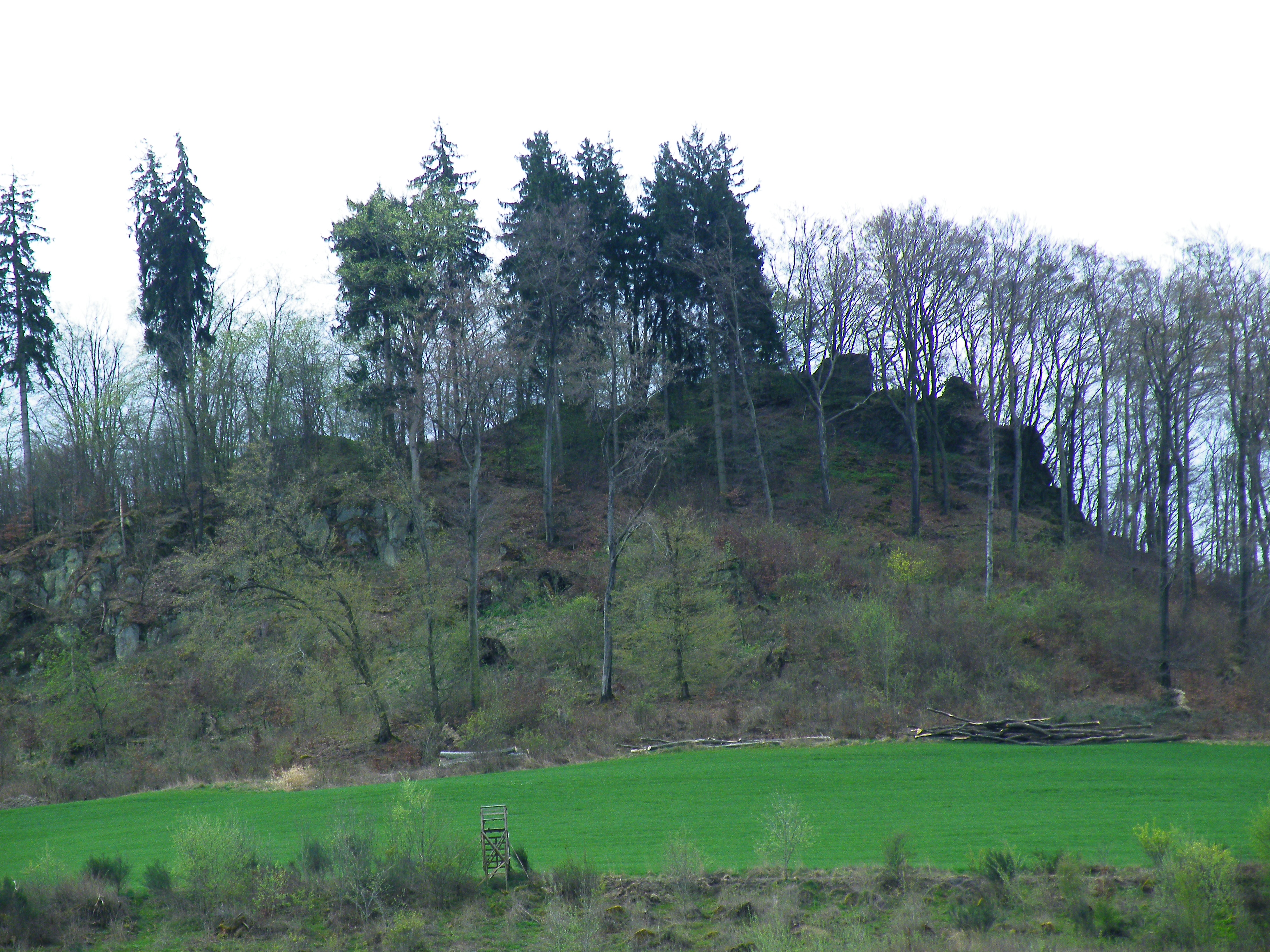
NSG Wallenstein

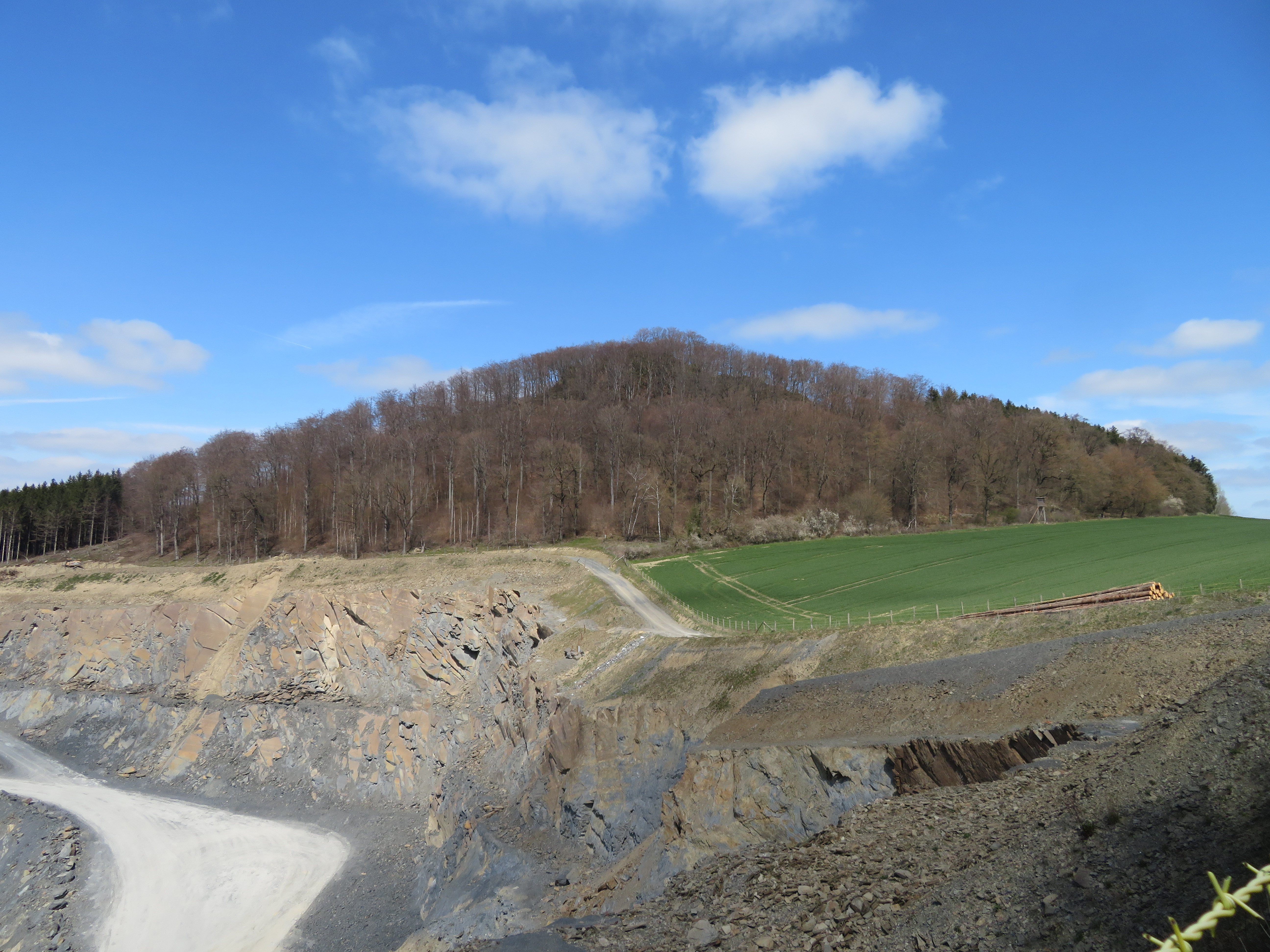
NSG Wallenstein von Südwesten

Das Naturschutzgebiet Wallenstein mit einer Flächengröße von 11,69 ha liegt südwestlich von Wallen im Stadtgebiet von Meschede. Das Gebiet wurde 1994 mit dem Landschaftsplan Meschede durch den Hochsauerlandkreis als Naturschutzgebiet (NSG) mit einer Flächengröße von 5,1 ha ausgewiesen. Bei der Neuaufstellung des Landschaftsplanes Meschede wurde das NSG dann erneut ausgewiesen und deutlich vergrößert. Der Steinbruch Bergerhammer grenzt im Nordosten direkt an.

## Gebietsbeschreibung
Beim NSG handelt es sich um die 468 m hohe Bergkuppe Wallenstein mit äußerst strukturreichem Fels-Wald-Biotopkomplex. Auf der Bergkuppe befinden sich bis zu 10 m hohe Felsen aus Flinzkalk und die Ruine der Burg Wallenstein. Die Reste der Burg sind ein eingetragenes Bodendenkmal. Die Felsen sind Teils mit Moos, Flechten und anderer Felsvegetation bedeckt. Der Wald im NSG besteht überwiegend aus Buchen- und Buchenmischwald in einem Waldmeister-Buchenwald. Im NSG stehen alte Rotbuchen, Eichen und Rotfichten. Es kommt der Nordische Streifenfarn vor. Am Nordhang gibt es einen Schluchtwald mit Silberblatt und einzelnen Bergulmen. Am östlichen Hangfuß stehen einzelne Felsen und Felsblöcke innerhalb eines dichten, stark schattenden Fichtenbestandes. Herausragend sind die Felsen als spezifische Standorte einer artenreichen Moos- und Flechtenvegetation.
In Südwesten grenzt direkt der Steinbruch Bergerhammer und im Norden der Steinbruch Berge an das Naturschutzgebiet Wallenstein.

## Pflanzen-, Flechten- und Moosarten im NSG
Auswahl vom Landesamt für Natur, Umwelt und Verbraucherschutz Nordrhein-Westfalen dokumentierte Pflanzen-, Flechten- und Moosarten im Gebiet: Berg-Ulme, Roter Hartriegel, Braunstieliger Streifenfarn, Echter Wurmfarn, Efeu, Einblütiges Perlgras, Felsen-Schüsselflechte, Fuchssches Greiskraut, Gekräuseltes Spiralzahnmoos, Gewöhnliches Gabelzahnmoos, Gelbfrüchtige Schwefelflechte, Gewöhnliche Krätzeflechte, Glashaar-Widertonmoos, Glattes Neckermoos, Großes Mausschwanzmoos, Haarblättriges Birnmoos, Hain-Rispengras, Haarblatt-Kissenmoos, Haselnuss, Himbeer-Kissenmoos, Langblättriges Weißgabelzahnmoos, Nördlicher Streifenfarn, Purpurstieliges Hornzahnmoos, Rhizocarpon geographicum, Rotbuche, Schwanenhals-Sternmoos, Spreizblättriges Kleinkopfsprossmoos, Tamarisken-Thujamoos, Trauben-Eiche, Trauben-Holunder, Wald-Bingelkraut, Wald-Schaumkraut, Waldmeister, Welliges Sternmoos, Wildes Silberblatt, Wimpern-Hedwigsmoos, Zaun-Wicke und Zypressen-Schlafmoos.

## Schutzzweck
Zum Schutzzweck des NSG führt der Landschaftsplan neben den normalen Schutzzwecken für alle NSG im Landschaftsplangebiet auf: „Schutz und tlw. Wiederherstellung eines vielfältigen Biotopmosaiks aus geologisch unterschiedlichen Felsen und Blockschuttbereichen mit entsprechend ausdifferenzierten Pflanzengesellschaften einschließlich der unmittelbar benachbarten unterschiedlichen Buchenwaldgesellschaften; Sicherung dieser Gesamtsituation für eine potenzielle ökologische Optimierung des Gebietes durch Herausnahme der Kernzone aus der Bewirtschaftung; Erhaltung dieser dominanten Kuppe auch landeskundlichen Aspekten (Endpunkt eines die Region an vielen Stellen bereichernden / tlw. prägenden Diabaszuges, mittelalterliche Burganlage).“

## Zusätzliche Vorschriften im NSG
Eine forstliche Nutzung der Kernzone des NSG soll, abgesehen von der Entnahme / Umbestockung nicht heimischer Baumarten, unterbleiben. Auf einer Teilfläche am Südostrand des NSG dürfen weiterhin Nadelhölzer mit einem Anteil von maximal 20 % einzelstammweise, trupp-, gruppen- oder horstweise anbebaut werden. Eine Umbestockung zugunsten des Laubholzanteils erfolgt nur im Einvernehmen mit dem Eigentümer.

## Sage zum Wallenstein
Es gibt eine Sage Das Ende des letzten Raubritters vom Wallenstein.